# Monsonia burkeana
Monsonia burkeana är en näveväxtart som beskrevs av Jules Émile Planchon, William Henry Harvey och Sond.. Monsonia burkeana ingår i släktet hottentottnävor, och familjen näveväxter. Inga underarter finns listade i Catalogue of Life.